# ياسين الميكاري
ياسين الميكاري هو لاعب كرة قدم دولي تونسي يشغل مركز ظهير أيسر. شارك مع تونس في كأس الأمم الإفريقية لسنة 2008. لعب أول مباراة له مع المنتخب الوطني ضد منتخب الإمارات في 17 أكتوبر 2007.

## مسيرته الكروية
لعب ياسين الميكاري خلال مسيرته الاحترافية مع 6 أندية في عشرون موسمًا وسجل خلالها 34 هدفًا ضمن 318 مباراة. ولم يفز بأي موسم بالكأس وفاز في موسمين بالدوري.
خاض ياسين الميكاري مسيرته مع نادي غراسهوبر زيوريخ في موسم 2001–02 في المرة الأولى ولمدة موسمين ثم في موسم 2006–07 واستمر معه طيلة ثلاثة مواسم، مشاركًا طوالها في 58 مباراة سجل خلالها 3 أهداف. ثم انتقل إلى نادي لوزيرن في موسم 2003–04 في المرة الأولى ولمدة موسمين ثم في موسم 2013–14 لمدة موسم واحد، حيث شارك طوالها في 70 مباراة سجل خلالها 11 هدفًا. لينتقل بعدها إلى نادي فينترتور في موسم 2004–05 واستمر معه طيلة ثلاثة مواسم، مشاركًا في 57 مباراة سجل خلالها 4 أهداف. ثم انتقل إلى نادي سوشو في موسم 2008–09 ليلعب معه خمسة مواسم، مشاركًا في 82 مباراة سجل خلالها 3 أهداف. هذا وانتقل لاحقًا إلى النادي الإفريقي في موسم 2014–15 ولمدة موسمين، مشاركًا في 23 مباراة سجل خلالها 3 أهداف أيضًا. ثم انتقل بعدها إلى نادي شافهاوزن في موسم 2016–17 ولمدة موسمين، مشاركًا في 28 مباراة سجل خلالها 10 أهداف.

## روابط خارجية
- ياسين الميكاري على موقع الاتحاد الدولي (مؤرشف)  (الإنجليزية)
- ياسين الميكاري على موقع قاعدة بيانات كرة القدم.إي يو (الإنجليزية)
- ياسين الميكاري على موقع ليكيب (الفرنسية)
- ياسين الميكاري على موقع ناشيونال فوتبول تيمز (الإنجليزية)
- ياسين الميكاري على موقع Soccerway.com (الإنجليزية)
- ياسين الميكاري على موقع كووورة
- ياسين الميكاري على موقع AS.com (الإسبانية)